# Route nationale 10c
La route nationale 10c, ou RN 10c, était une route nationale française reliant Ciboure à Hendaye en suivant la Corniche basque.
À la suite de la réforme de 1972, elle a été déclassée en RD 912.

## Ancien tracé (D 912)
- Ciboure
- Socoa
- Hendaye-Plage
- Hendaye